# Cerișor, Hunedoara
Cerișor este un sat în comuna Lelese din județul Hunedoara, Transilvania, România.

## Imagini

Cerișor în Harta Iosefină a Transilvaniei, 1769-1773